# モルダヴィア自治ソビエト社会主義共和国

モルダヴィア自治ソビエト社会主義共和国
Република Аутономэ Советикэ Cочиалистэ Молдовеняскэ (モルダヴィア語)
Republica Autonomă Sovietică Socialistă Moldovenească (ルーマニア語)

国の標語: Пролетарь дин тоате цэриле, униць-вэ!（モルドバ語）
万国の労働者よ、団結せよ！
モルダヴィア自治ソビエト社会主義共和国の位置
当時ルーマニア王国領であった網掛けの地域の領有権を主張していた。

モルダヴィア自治ソビエト社会主義共和国（モルダヴィアじちソビエトしゃかいしゅぎきょうわこく、モルドバ語: Република Аутономэ Советикэ Cочиалистэ Молдовеняскэ、ロシア語: Молда́вская Автоно́мная Сове́тская Социалисти́ческая Респу́блика）は、1924年10月12日にソビエト連邦構成国のウクライナ・ソビエト社会主義共和国（ウクライナSSR）に設置された自治共和国。モルダヴィアASSR、あるいはMASSRともいう。おおよそ現在の沿ドニエストル共和国全域とウクライナの一部が領土であった。

## 歴史
ロシア内戦の間、モルダビアASSRの領域は白軍、赤軍、コサック、ウクライナ人民兵、多数の山賊などの手を12回にわたって行き来した。1920年にボリシェヴィキ勢力が勝利した後、ウクライナSSRの領土になった。

### 建国
自治共和国の設立はグリゴリー・コトフスキー（Grigore Kotovski）をはじめ多くの活動家に署名された書簡によって始められた。署名者の多くがベッサラビア出身で、全員がボリシェヴィキの運動家であった。自治共和国の建国は困難な問題になった。ソビエト外交の人民委員ゲオルギー・チチェーリンは、設立が時期尚早であり「ルーマニア人の狂信的愛国主義の拡大を左右する」と考えていた。一方、コトフスキーは新しい共和国は隣接したベッサラビアに共産主義思想を広め、ルーマニアやバルカン半島に革命をもたらすチャンスもあると考えていた。1924年3月7日、モルドバ人の自治州をウクライナSSR内に設置することが慎重に決められた。
民族に基づいた自治共和国を作ることは当時のソ連の一般的な方針であり、モルダビアASSRも同じであった。また、ソ連はモルダビアASSRの建国がベッサラビアへの領有主張を補強することを望んだ。
ソビエト連邦においてモルダビアASSRはベッサラビアを手に入れ、ルーマニアに革命を起こす第一歩であった。この目的は1924年のオデッサ・イズベスチヤで明らかにされた。この中でロシアの政治家は「全ての抑圧されたベッサラビアのモルドバ人は自由と人権の光を広める灯台のような共和国の未来を受け入れるであろう」と語っている。 また、モスクワで発行された本には「モルドバの経済的、文化的発展が始まり、ブルジョワ支配のルーマニアはベッサラビアの維持は出来ないだろう」と述べられている。

### 社会主義改革

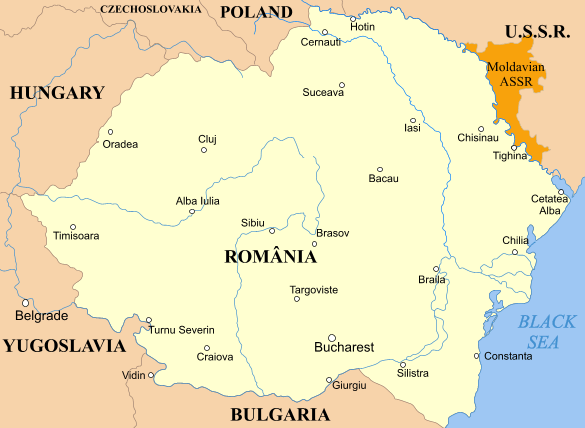
濃い黄色で塗られているのがモルダビアASSR

この地域は労働力の条件に恵まれたため早くから工業化され、他のソビエト共和国からの移住が顕著であった。これら移住者の多くはウクライナ人とロシア人であった。特に1928年には14,300人の工業労働者のうち、モルドバ人は600人だけであった。
1925年にはモルダビアASSRは飢饉を乗り切った。
1927年12月、『タイム』誌が報じたところによると、ティラスポリとその他のウクライナSSRの南部都市で少数の農民と工場労働者の間に反ソビエトを掲げる蜂起が発生した。モスクワから兵士が送られ、この蜂起を鎮圧した結果4,000人が死亡したとされる。当時、クレムリンの公式発表でこの蜂起は完全に否定された。
モルダビアASSRでの集団農場化はウクライナよりも早いペースで進み、1931年夏に完了したと報道された。2,000世帯あまりが国外追放でカザフ・ソビエト社会主義共和国に送られた。
1932年から1933年にかけての、ウクライナでホロドモールとして知られる飢饉では、何万人もの農民が飢餓で死んだとされる。飢饉の間、銃殺される可能性があるにもかかわらず、数千人の住民がドニエストル川を越えて逃亡を試みた。これらの中で最も有名な事件は、1932年2月23日のオラネスチ（Olăneşti）村の事件であり、40人あまりが射殺された。これは生存者によってヨーロッパの新聞各社に報じられることとなった。ソビエト側はこれを「ルーマニア人の宣伝活動によって打倒されたクラーク（富農）」の脱走として報じた。

### モルドバ人の民族意識の促進

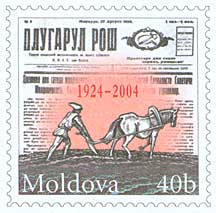
モルダビアASSRの週間新聞Plugarul Roşu(赤農)
1924年7月1日に現れ始めた

現代の言語学者は、モルドバ語とルーマニア語の間には、主にアクセントと語彙の点で細かな違いがあるという見解で一致しているが、モルダビアASSRの中ではモルドバ語がルーマニア語に大きな違いがあるという見解を示している。また、ベッサラビアのモルドバ人は「ルーマニアの帝国主義者に抑圧されている」と主張し、ルーマニアに対する民族統一主義を促進した。
ルーマニア（ルーマニアブルジョワ文化）の影響から距離を置いて、ソビエト・モルダビア（モルドバ共産主義文化）の言語を保つ努力のひとつとして、ルーマニアで公式に使われているラテン文字と対照的に、改良されたキリル文字が使われた。言語学者レオニード・マダン（Leonid Madan）はトランスニストリアとベッサラビアのモルドバ方言に基づき、ロシア語からの借用語とロシア語を基にした翻訳借用語を用いる文語体系を確立する仕事を課された。
1932年、ソ連全域で言葉をラテン文字に移す運動が起こり、ラテン文字とルーマニア語の書き言葉はモルドバ人学校や公的使用にも導入された。マダンの著書は図書館から外され、破棄された。しかし、この運動は短期間に終わり、1940年代後半のソ連では言語をキリル文字に戻す動きが活発になった。
1937年、ソ連における大粛清の間、モルダビアASSRの多くの知識人は、ブルジョワ、ナショナリスト、トロツキストなどといった人民の敵として告発され、地位を剥奪され、抑圧され、多くの人間が処刑された。1938年、キリル文字は再びモルドバ語の公式な文字と宣言され、ラテン文字は禁止された。しかしながら、書き言葉はマダンの作ったものには完全に戻らず、ルーマニア語との近さが維持された。1956年以降、マダンの影響は教科書から完全に取り除かれた。
この政策は1989年まで有効なものとして残存していた。キリル文字は沿ドニエストル共和国で現在も使用されている。

### 解散
1940年6月26日、ソ連政府はモスクワ駐在ルーマニア大使に最後通牒を突きつけ、ただちにベッサラビアと北ブコビナを割譲することをルーマニアに要求した。一方、イタリアとドイツは安定したルーマニアを望んでおり、その油田への接続をカロル2世に強く迫っていた。そうした脅迫のもと、フランスやイギリスからの援助がなかったため、ルーマニアはソ連に対してこれらの土地を割譲した。6月28日、ソ連軍はドニエストル川を渡り、ベッサラビアと北ブコビナ、ヘルツァ（Hertza）を占領した。ウクライナ人が最大の民族集団であった北ブコビナ、ホティン（Hotin）、アッカーマン（Akkerman）、イズマイールなどの地域と同様、ヘルツァなどルーマニア人が多数を占める陸続きの地域もウクライナに併合された。ベッサラビアの黒海岸と、ドナウ川正面のウクライナへの移動は、ソ連が黒海を安定支配することを確実なものにした。
1940年8月2日、ソビエト連邦はモルダビア・ソビエト社会主義共和国（モルドバSSR）を新たに設置、モルダビアASSRは事実上解散した。モルドバSSRはベッサラビアの6つの郡にモルダビアASSRの最西部を加えた地域が範囲になった。

## 範囲
モルダビアASSRはウクライナのオデッサ、ポジーリャとして管理されていた領域から作られた。このとき、この領域はウクライナSSRのおよそ人口と領土の2%を占めていた。
当初、この州は4つの地域をもち、全地域でモルドバ人が多数派であった。
| 都市                | 人口   | モルドバ人 | 割合                 |
| ------------------- | ------ | ---------- | -------------------- |
| リブニツァ(Rîbniţa) | 48,748 | 25,387     | 52%                  |
| ドゥボッサールィ    | 57,371 | 33,600     | 58%                  |
| ティラスポリ        |        |            | ほぼ全てがモルドバ人 |
| アナニフ（Ananiv）  | 45,545 | 42,249     | 53%                  |

1924年10月8日、この州は自治共和国の立場に変更され、バルタのようにモルドバ人が少数派の地域のいくつかも領域に含まれるようになった。たとえば、バルタには2.52%しかモルドバ人が住んでいなかった。
公式な首都は「一時占領されたキシナウ市」とされ、この間、モルダビアASSRの首都はバルタに設置され、1929年にはティラスポリに移された。この状態はモルダビアASSRがモルドバSSRに統合されるまで続いた。

## 人口構成

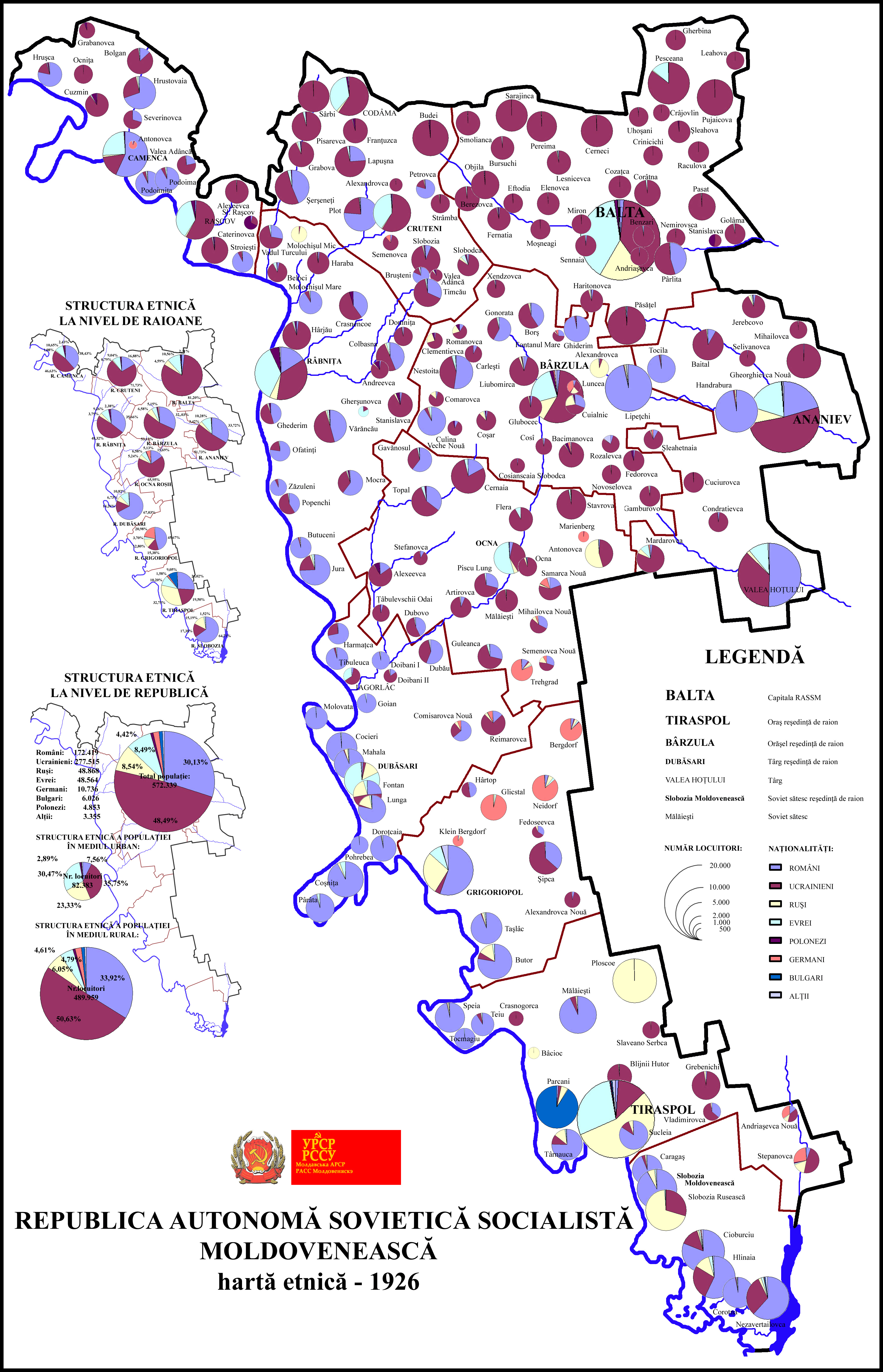
1926年のモルダビアASSRの人口構成
青がルーマニア語、赤がウクライナ語

モルダビアASSRにおいては、ウクライナ人が46%とモルドバ人が32%で、人口は545,500人であった。面積は8,677km2であり、ドニエストル川東岸の11の地域を含んでいた。
ソ連の1926年の統計によると、人口は572,339人であった。また、人種順に見ると次のような値であった。
| 民族         | 1926年  | 1926年 | 1936年  | 1936年 |
| 民族         | 人口    | 割合   | 人口    | 割合   |
| ------------ | ------- | ------ | ------- | ------ |
| ウクライナ人 | 277,515 | 48.5%  | 265,193 | 45.5%  |
| モルドバ人   | 172,419 | 30.1%  | 184,046 | 31.6%  |
| ロシア人     | 48,868  | 8.5%   | 56,592  | 9.7%   |
| ユダヤ人     | 48,564  | 8.5%   | 45,620  | 7.8%   |
| ドイツ人     | 10,739  | 1.9%   | 12,711  | 2.2%   |
| ブルガリア人 | 6,026   | 1.0%   | -       | -      |
| ロマ         | 918     | 0.2%   | -       | -      |
| ルーマニア人 | 137     | -      | -       | -      |
| その他       | 2,055   | 0.4%   | 13,526  | 2.4%   |
| 合計         | 572,114 | 100%   | 582,138 | 100%   |

多くの領土があてがわれたにもかかわらず、モルダビアASSRの領域外のウクライナに85,000人のモルドバ人がいた。

## 政府首脳

### 政府首班
| Revkom           | Revkom    | Revkom                             |
| ---------------- | --------- | ---------------------------------- |
| 1924年10月       | 1925年4月 | Griogriy Stary                     |
| ソビエト人民委員 |           |                                    |
| 1925年4月25日    | 1926年5月 | Aleksey Stroyev                    |
| 1926年5月        | 1928年    | Griogriy Stary                     |
| 1928年           | 1932年4月 | Sergei Dmitriu                     |
| 1932年4月        | 1937年6月 | Griogriy Stary (1937年6月22日逮捕) |
| 1938年7月        | ?         | Fyodor Brovko                      |
| ？               | 1939年2月 | Georgiy Streshny                   |

### 議長
| 中央執行委員会 | 中央執行委員会 | 中央執行委員会  |
| -------------- | -------------- | --------------- |
| 1925年4月25日  | 1926年5月      | Griogriy Stary  |
| 1926年5月      | 1937年5月      | Griogriy Stary  |
| 1937年5月      | 1938年7月      | Griogriy Stary  |
| 最高議会       |                |                 |
| 1938年7月      | 1940年         | Aleksey Stroyev |

## 共産独裁研究委員会
モルドバ共産主義独裁研究委員会は1917年から1991年の共産党時代を研究、分析している。

## 註

### 参照
1. 1 2  King, p.52
2. ↑  King, p.54
3. 1 2  Nistor, Vechimea... p.22, who cites Odessa Izvestia, 9 September 1924, no. 1429
4. ↑  Disorder in the Ukraine?, TIME Magazine, December 12, 1927
5. ↑  King, p. 51
6. 1 2  Charles King, The Moldovans: Romania, Russia, and the politics of culture, Hoover Institution Press, Stanford University, 2000. ISBN 0-8179-9792-X.
7. ↑  Moshe Y. Sachs, Worldmark Encyclopedia of the Nations, John Wiley & Sons, 1988, ISBN 0471624063, p. 231
8. ↑  William Julian Lewis , The Warsaw Pact: Arms, Doctrine, and Strategy, Institute for Foreign Policy Analysis, 1982, p.209
9. ↑  Karel C Wellens, Eric Suy, International Law: Essays in Honour of Eric Suy, Martinus Nijhoff Publishers, 1998, ISBN 9041105824, p. 79
10. ↑  Nistor, Vechimea... p.19, who cites Izvestia, 29 August 1924
11. ↑  King, p. 55
12. ↑   Nistor, Vechimea... p.4; King, p. 54